# 潘基維爾 (伊利諾伊州)
潘基維爾（英語：Pankeyville）是位於美國伊利諾伊州薩林縣的一個非建制地區。該地的面積和人口皆未知。

## 地理
潘基維爾的座標為37°42′30″N 88°32′10″W / 37.70833°N 88.53611°W，而該地的平均海拔高度為113米（即371英尺）。